# هفتاد و نهمین دوره جشنواره بین‌المللی فیلم ونیز
هفتادونهمین دورهٔ جشنواره بین‌المللی فیلم ونیز از ۳۱ اوت تا ۱۰ سپتامبر ۲۰۲۲ برگزار شد. این جشنواره همراه با برلیناله و جشنواره فیلم کن جزو سه جشنواره فیلم مهم در جهان است و برای یازدهمین بار توسط آلبرتو باربرا اداره شد. برنامه کامل جشنواره در ۲۶ ژوئیه ۲۰۲۲ اعلام شد.
نویز سفید، اقتباس ادبی نوآ بامباک به‌عنوان فیلم افتتاحیهٔ جشنواره تنظیم شد و روسیو مونوز مورالس بازیگر اسپانیایی به عنوان مجری مراسم افتتاحیه و مراسم اهدای جوایز نهایی انتخاب شد. شیر طلایی افتخاری برای یک عمر دستاورد به کاترین دنو، بازیگر فرانسوی، و پل شریدر کارگردان و فیلمنامه‌نویس آمریکایی اهدا شد.
شیر طلایی دورهٔ ۷۹اُم جشنوارهٔ فیلم ونیز به مستند تمام زیبایی و خون‌ریزی به کارگردانی لورا پویترس تعلق گرفت، و شیر نقره‌ای به استخوان‌ها و همه به کارگردانی لوکا گوادانینو رسید؛ تیلور راسل برای بازی در این فیلم برنده جایزه مارچلو ماسترویانی در بخش رقابت اصلی شد.
دو فیلم ایرانی در این جشنواره نیز برجسته شدند، از جمله خرس نیست به کارگردانی جعفر پناهی که برندهٔ جایزه ویژه هیئت داوران در بخش رقابت اصلی شد، و جنگ جهانی سوم که دو جایزه در بخش افق، از جمله بهترین فیلم برای هومن سیدی و بهترین بازیگر مرد برای محسن تنابنده را به ارمغان آورد.

## هیئت داوران
رقابت اصلی (Venezia 79)
- جولیان مور، بازیگر و نویسنده آمریکایی (رئیس هیئت داوران)
- ماریانو کوهن [en]، کارگردان، فیلمنامه‌نویس و تهیه‌کننده آرژانتینی
- لئوناردو دی کوستانزو [en]، کارگردان و فیلمنامه‌نویس ایتالیایی
- آدری دیوان [en]، کارگردان و فیلمنامه‌نویس فرانسوی
- لیلا حاتمی، بازیگر زن ایرانی
- کازوئو ایشی‌گورو، رمان‌نویس و فیلم‌نامه‌نویس بریتانیایی
- رودریگو سوروگوین، کارگردان و فیلمنامه‌نویس اسپانیایی

افق (Orizonti؛ اوریزونتی)
- ایزابل کوشت (رئیس هیئت داوران)
- لائورا بیسپوری
- آنتونیو  کامپوس [en]
- سوفیا جاما [en]
- ادوارد وینتروپ [fr]

جایزه لوئیجی دی لورنتیس
- میکل‌آنجلو فرامارتینو [en] (رئیس هیئت داوران)
- یان پ. ماتوشینسکی
- آنا روشا دی سوزا [pt]
- تسا تامپسون
- روزالی واردا [en]

## انتخاب رسمی

### در رقابت
عنوان برجسته نشان‌دهندهٔ برندهٔ شیر طلایی است.
فهرست کامل جوایز
| عنوان به فارسی                        | عنوان اصلی                                    | کشور تولید                     | کارگردان                   |
| ------------------------------------- | --------------------------------------------- | ------------------------------ | -------------------------- |
| تمام زیبایی و خون‌ریزی                 | All the Beauty and Bloodshed                  | ایالات متحده                   | لورا پویترس                |
| آتنا                                  | Athena                                        | فرانسه                         | رومن گاوراش                |
| آرژانتین، ۱۹۸۵                        | Argentina, 1985                               | آرژانتین، ایالات متحده         | سانتیاگو میتره             |
| ارباب مورچه‌ها                         | Il signore delle formiche                     | ایتالیا                        | جانی آملیو                 |
| باردو، وقایع‌نگاری نادرست یک مشت حقیقت | Bardo, Falsa Crónica De Unas Cuantas Verdades | مکزیک                          | الخاندرو گونسالس اینیاریتو |
| بنشی‌های اینیشرین                      | The Banshees of Inisherin                     | ایرلند، انگلستان، ایالات متحده | مارتین مک‌دونا              |
| بلوند                                 | Blonde                                        | ایالات متحده                   | اندرو دامینیک              |
| استخوان‌ها و همه                       | Bones & All                                   | ایتالیا، ایالات متحده          | لوکا گوادانینو             |
| بی‌نهایت                               | L'immensità                                   | فرانسه، ایتالیا                | امانوئله کریالسه           |
| پسر                                   | The Son                                       | انگلستان، ایالات متحده         | فلوریان زلر                |
| تار                                   | Tár                                           | آلمان، ایالات متحده            | تاد فیلد                   |
| خرس نیست                              | خرس نیست                                      | ایران                          | جعفر پناهی                 |
| دختر ابدی                             | The Eternal Daughter                          | انگلستان، ایالات متحده         | جوانا هاگ                  |
| روابط ما                              | Les Miens                                     | فرانسه                         | رشدی زم                    |
| زندگی عاشقانه                         | ラブライフ (Rabu Raifu)                       | ژاپن، فرانسه                   | کوجی فوکادا                |
| سن اومر                               | Saint Omer                                    | فرانسه                         | آلیس دیوپ                  |
| شب، داخلی، دیوار                      | شب، داخلی، دیوار                              | ایران                          | وحید جلیلوند               |
| فرزندان دیگران                        | Les Enfants des Autres                        | فرانسه                         | ربکا زلوتوفسکی             |
| کیارا                                 | Chiara                                        | بلژیک، ایتالیا                 | سوزانا نیکارلی             |
| مونیکا                                | Monica                                        | ایتالیا، ایالات متحده          | آندرا پالائورو             |
| نویز سفید (فیلم افتتاحیه)             | White Noise                                   | انگلستان، ایالات متحده         | نوآ بامباک                 |
| نهنگ                                  | The Whale                                     | ایالات متحده                   | دارن آرونوفسکی             |
| یک زوج                                | Un Couple                                     | فرانسه، ایالات متحده           | فردریک وایزمن              |

### خارج از رقابت
فیلم‌های زیر برای اکران خارج از رقابت انتخاب شدند:
| عنوان به فارسی                          | عنوان اصلی                                   | کشور تولید                             | کارگردان                       |
| داستانی                                 | داستانی                                      | داستانی                                | داستانی                        |
| --------------------------------------- | -------------------------------------------- | -------------------------------------- | ------------------------------ |
| ندای خدا                                | Kõne taevast                                 | استونی، لتونی، قرقیزستان               | کیم کی-دوک                     |
| مردن برای یک دلار                       | Dead for a Dollar                            | ایالات متحده                           | والتر هیل                      |
| نگران نباش عزیزم                        | Don't Worry Darling                          | ایالات متحده                           | اولیویا وایلد                  |
| رویای وحشی                              | Dreamin' Wild                                | ایالات متحده                           | بیل پولاد                      |
| خشکسالی                                 | Siccità                                      | ایتالیا                                | پائولو ویردزی                  |
| خورشید معلق (فیلم پایانی)               | The Hanging Sun                              | ایتالیا                                | فرانچسکو کاروزینی              |
| زندگی‌کردن                               | Living                                       | انگلستان                               | الیور هرمانوس                  |
| ارباب باغبان                            | Master Gardener                              | ایالات متحده                           | پل شریدر                       |
| پرل                                     | Pearl                                        | ایالات متحده                           | تی وست                         |
| وقتی امواج رفتند                        | Kapag Wala Nang Mga Alon                     | فیلیپین، فرانسه، پرتغال، دانمارک       | لاو دیاز                       |
| غیر داستانی                             |                                              |                                        |                                |
| بابی واین رئیس گتو                      | Bobi Wine Ghetto President                   | اوگاندا، انگلستان، ایالات متحده آمریکا | کریستوفر شارپ، موزس بویو       |
| یک جاسوس دلسوز                          | A Compassionate Spy                          | ایالات متحده                           | استیو جیمز                     |
| آزادی در آتش: مبارزه اوکراین برای آزادی | Freedom On Fire: Ukraine’s Fight For Freedom | اوکراین، انگلستان، ایالات متحده آمریکا | اوگنی آفینیفسکی                |
| آخرین روزهای بشریت                      | Gli Ultimi Giorni Dell'Umanita               | ایتالیا                                | انریکو قزی، الساندرو گاگلیاردو |
| در ویاجو                                | In Viaggio                                   | ایتالیا                                | جانفرانکو رزی                  |
| دادگاه کی‌یف                             | The Kiev Trial                               | هلند، اوکراین                          | سرگئی لوزنیتسا                 |
| خواستگار                                | The Matchmaker                               | ایتالیا                                | بندتا آرجنتیری                 |
| موسیقی برای کبوتر سیاه                  | Music For Black Pigeons                      | دانمارک                                | یورن لت، آندریاس کوفوئد        |
| هسته‌ای                                  | Nuclear                                      | ایالات متحده                           | الیور استون                    |
| سریال‌ها                                 |                                              |                                        |                                |
| کابوی کپنهاگ                            | Copenhagen Cowboy                            | دانمارک                                | نیکلاس ویندینگ رفن             |
| قلمرو                                   | The Kingdom Exodus                           | دانمارک                                | لارس فون تریه                  |

## افق (اوریزونتی)
فهرست فیلم‌های انتخاب‌شده برای رقابت در بخش افق (Orizonti) به شرح زیر است:
| در رقابت               | در رقابت                      | در رقابت                                      | در رقابت               |
| عنوان به فارسی         | عنوان اصلی                    | کشور تولید                                    | کارگردان               |
| ---------------------- | ----------------------------- | --------------------------------------------- | ---------------------- |
| شاهدخت (فیلم افتتاحیه) | Princess                      | ایتالیا                                       | روبرتو دی پائولیس      |
| قربانی                 | Victim                        | اسلواکی، جمهوری چک، آلمان                     | میکال بلاسکو           |
| در حاشیه               | En los márgenes               | اسپانیا                                       | خوان دیه‌گو بوتو        |
| ترنکه لائوکن           | Trenque Lauquen               | آرژانتین، آلمان                               | لورا سیتارلا           |
| ورا                    | Vera                          | اتریش                                         | تیزا کووی، راینر فریمل |
| معصومیت (مستند)        | Innocence (documentary)       | دانمارک، اسرائیل، فنلاند، ایسلند              | گای داویدی             |
| دختر سفید              | Blanquita                     | شیلی، مکزیک                                   | فرناندو گوزونی         |
| برای کشورم             | Pour la France                | فرانسه، تایوان                                | رشید حامی              |
| یک مرد                 | ある男                        | ژاپن                                          | کی ایشیکاوا            |
| نان و نمک              | Bread and Salt                | لهستان                                        | دامیان کوکور           |
| لوکزامبورگ، لوکزامبورگ | Luxembourg, Luxembourg        | اوکراین                                       | انتونیو لوکیچ          |
| قلبت را می‌خورم         | Ti Mangio il Cuore            | ایتالیا                                       | پیپو مزاپسا            |
| به سمت شمال            | To The North                  | رومانی، فرانسه، یونان، بلغارستان، جمهوری چک   | میهای مینکان           |
| زندگی‌نامه              | Autobiography                 | اندونزی، فرانسه، سنگاپور، فیلیپین، آلمان، قطر | مکبول مبارک            |
| در معرض خطر            | The Sitting Duck              | فرانسه                                        | ژان-پل سالومه          |
| جنگ جهانی سوم          | جنگ جهانی سوم                 | ایران                                         | هومن سیدی              |
| خوشحال‌ترین مرد در دنیا | The Happiest Man in the World | بوسنی، بلژیک، دانمارک                         | تئونا استروگار میتوسکا |
| عروس                   | The Bride                     | پرتغال                                        | سرجیو ترفو             |

| بخش «Horizons Extra» | بخش «Horizons Extra» | بخش «Horizons Extra»                       | بخش «Horizons Extra» |
| عنوان به فارسی       | عنوان اصلی           | کشور تولید                                 | کارگردان             |
| -------------------- | -------------------- | ------------------------------------------ | -------------------- |
| منشأ شر              | L'Origine du mal     | فرانسه، کانادا                             | سباستین مارنیه       |
| باغ‌های معلق          | Hanging Gardens      | عراق، فلسطین، عربستان سعودی، مصر، انگلستان | احمد یاسین الدراجی   |
| آماندا               | Amanda               | ایتالیا                                    | کارولینا کاوالی      |
| کفش‌های سرخ           | Red Shoes            | مکزیک، ایتالیا                             | کارلوس ایشل‌من کایزر  |
| نزوح                 | Nezouh               | انگلستان، سوریه، فرانسه                    | سودده کادان          |
| شب ارواح             | Notte Fantasma       | ایتالیا                                    | فولویو ریسولئو       |
| بی‌رویا               | بی‌رویا               | ایران                                      | آرین وزیردفتری       |
| والریا ازدواج می‌کند  | Valeria Mithatenet   | اسرائیل                                    | میکال وینیک          |
| گلایث                | Goliath              | قزاقستان، روسیه                            | عادلخان یرژانوف      |

## جوایز

### انتخاب رسمی
جوایز رسمی زیر در دورهٔ هفتاد و نهم اهدا شدند:
در رقابت
- شیر طلایی: تمام زیبایی و خون‌ریزی به کارگردانی لورا پویترس
- جایزه بزرگ هیئت داوران: سن-اومر [en] به کارگردانی آلیس دیوپ
- شیر نقره‌ای: استخوان‌ها و همه به کارگردانی لوکا گوادانینو
- جام ولپی بهترین بازیگر زن: کیت بلانشت برای تار
- جام ولپی بهترین بازیگر مرد: کالین فارل برای بنشی‌های اینیشرین
- اوسلای طلایی: بنشی‌های اینیشرین به کارگردانی مارتین مک‌دونا
- جایزه ویژه هیئت داوران: خرس نیست به کارگردانی جعفر پناهی
- جایزه مارچلو ماسترویانی: تیلور راسل برای استخوان‌ها و همه

افق (اوریزونتی)
- بهترین فیلم: جنگ جهانی سوم به کارگردانی هومن سیدی
- بهترین کارگردانی: ورا [de] به کارگردانی تیزا کووی و راینر فریمل
- جایزه ویژه هیئت داوران: نان و نمک [de] به کارگردانی دامیان کوکور
- بهترین بازیگر زن: ورا جما برای ورا [de]
- بهترین بازیگر مرد: محسن تنابنده برای جنگ جهانی سوم
- بهترین فیلم‌نامه: بلانکوئیتا به کارگردانی فرناندو گوزونی
- بهترین فیلم کوتاه: برف در سپتامبر به کارگردانی لخاگوادولام پوریو اوچیر

بخش «Horizons Extra»
- جایزه مخاطب: نزوح به کارگردانی سودده کادان

شیر آینده
- جایزه لوئیجی دی لورنتیس برای نخستین فیلم: سن-اومر [en] به کارگردانی آلیس دیوپ

بخش «Venice Immersive»
- بهترین تجربه: مردی که نمی‌توانست رها کند به کارگردانی چن سینگینگ
- جایزهٔ بزرگ هیئت داوران: از میدان اصلی به کارگردانی پدرو هارس
- جایزهٔ ویژهٔ هیئت داوران: اِگ‌اِسکِیپ به کارگردانی جرمن هلر

### سایر جوایز جانبی
جوایز جانبی زیر به فیلم‌های منتخب رسمی اعطا شدند:
- جایزه «ARCA» سینما جیوانی
  - بهترین فیلم ۷۹اُمین دوره: آتنا به کارگردانی رومن گاوراش
  - بهترین فیلم ایتالیایی در ونیز: مونیکا به کارگردانی آندرا پالائورو
- جایزه نویسندگان زیر ۴۰ سال
  - بهترین کارگردانی: داگ‌بورن به کارگردانی ایزابلا کاربونل
  - بهترین کارگردانی: شکست‌های معمولی به کارگردانی کریستینا گروسان
    - اشاره ویژه: آخرین ملکه به کارگردانی آدیلا بندیمراد و دیمین اونوری
    - اشاره ویژه: آیا این زن را دیده‌اید؟ به کارگردانی دوشان زوریچ و ماتیا گلوشچویچ
    - اشاره ویژه: بلو جین به کارگردانی جورجیا اوکلی
- جایزه مغز: ارباب مورچه‌ها به کارگردانی جانی آملیو
- جایزه کاسا وابی – مانتارایا: سن-اومر [en] به کارگردانی آلیس دیوپ
- جایزه «انریکو فولشیگنی» یونسکو: اتمی به کارگردانی الیور استون
- جایزه سینما و هنر
  - گلدن موسی: موسیقی برای کبوتر سیاه به کارگردانی یورن لت و آندریاس کوفود
  - گلدن موسی: سن-اومر [en] به کارگردانی آلیس دیوپ
- پرمیو سینماسرا: نهنگ به کارگردانی دارن آرونوفسکی
  - اشاره ویژه: خرس نیست به کارگردانی جعفر پناهی
- جایزه ادیپو ری: سن-اومر [en] به کارگردانی آلیس دیوپ
- جایزه بنیاد فای پرسونا لاورو آمبینته: در معرض خطر [de] به کارگردانی ژان-پل سالومه
  - اشاره ویژه: شاهدخت به کارگردانی روبرتو دی پائولیس
  - اشاره ویژه: باغ‌های معلق به کارگردانی احمد یاسین الدراجی
- جایزه فن‌فارت۳
  - «گرافتا دورو» برای بهترین فیلم: نگران نباش عزیزم به کارگردانی اولیویا وایلد
  - «ناو دی آرجنتو»: به شخصیت‌های چارلز ایسمایر و ماریو فالک آیسمایر به کارگردانی دیوید واگنر
- فدراسیون بین‌المللی منتقدان فیلم:
  - بهترین فیلم (رقابت اصلی): آرژانتین، ۱۹۸۵ به کارگردانی سانتیاگو میتره
  - بهترین فیلم (بخش‌های دیگر): زندگی‌نامه به کارگردانی مکبول مبارک [id]
- جایزه فرانچسکو پاسنتی: خشک به کارگردانی پائولو ویردزی
- جایزه «قطره سبز»: نویز سفید به کارگردانی نوآ بامباک
  - اشاره ویژه: خشک به کارگردانی پائولو ویردزی
- دهمین جایزه «INTERFILM» برای ترویج گفتگوی بین ادیان: نهنگ به کارگردانی دارن آرونوفسکی
- جایزه فانوس جادویی: نزوح به کارگردانی سودده کادان
- جایزه لئونچینو دو اورو: نهنگ به کارگردانی دارن آرونوفسکی
  - سینما برای یونیسف: آتنا به کارگردانی رومن گاوراش [en]
- جایزه لیزانی: کیارا [de] به کارگردانی سوزانا نیکارلی
- شیر دگرباشی: اسکین دیپ به کارگردانی الکس شاد
- جایزه بازیگری آربی: لئوناردو مالتیز برای ارباب مورچه‌ها
- جایزه «SIGNIS»: کیارا [de] به کارگردانی سوزانا نیکارلی
  - اشاره ویژه: آرژانتین، ۱۹۸۵ به کارگردانی سانتیاگو میتره
- جایزه بنیاد اسمیترز «سفیر امید»: تمام زیبایی و خون‌ریزی به کارگردانی لورا پویترس
- نسخه یازدهم جایزه «لبخند متفاوت ونیز»
  - بهترین فیلم ایتالیایی: کیارا [de] به کارگردانی سوزانا نیکارلی
  - بهترین فیلم خارجی: نهنگ به کارگردانی دارن آرونوفسکی
- جایزه ستارگان موسیقی متن
  - بهترین موسیقی متن: خشک، موسیقی متن به کارگردانی فرانکو پیرسانتی
  - جایزه یک عمر دستاورد: استفانو بولانی
- جایزه «Premio UNIMED»: باردو به کارگردانی الخاندرو گونسالس اینیاریتو

## جوایز ویژه
- شیر طلایی برای یک عمر دستاورد: پل شریدر[۱۴] و کاترین دنو[۱۵]